# スペースシャトル・ガーデン
スペースシャトル・ガーデンは1994年に横浜・八景島シーパラダイスで開催されたイベントである。

## 概要
八景島シ－パラダイス開業1周年企画の一環として開催され、敷地の一角にケネディ宇宙センターに展示されていた実物大のスペースシャトル・オービターの模型「アンバサダー号」が着陸した状態で展示され内部を見学できるようになっていた。貨物室内には人工衛星の模型が展示されていた。
近くの売店では宇宙食や宇宙に関連したグッズの販売が行われていた。当時、スペースワールドには実物大のスペースシャトルが展示されていたものの、首都圏で実物大のスペースシャトルを見る機会は少なく、貴重だった。

## 施設
- スペースシャトルレプリカ「アンバサダー号」[1]
- コスモバザール館 - NASAやスペースシャトルに関するグッズを販売[1]。
- テイクアウトステージ - 飲食販売を実施[1]。
- シャトル・エキサイティングステージ - オーロラビジョンでNASAなどが提供する未公開の宇宙映像などを上映[1]。
- カーニバルハウス - 輪投げやビンゴなどのゲームを展開[1]。